# Olimarao
L'atoll d'Olimarao est situé dans les îles Carolines dans l'Océan Pacifique. Il est rattaché à la municipalité d'Elato et appartient aux îles extérieures de Yap. Il est inhabité.

## Géographie

### Topographie
L'atoll d'Olimarao est situé à 35 km au nord-ouest de l'atoll d'Elato et à 860 km au sud des Îles Yap. Il mesure 5 km de long pour 3 km de large pour une superficie totale de 11 km2. Sa profondeur maximale est de 31 m. Deux passages au sud de l'atoll mènent au lagon intérieur de 6 km2. Falifi (0,024 km2) dans le coin sud-est et Olimarao (0,18 km2) dans le coin nord constituent les seules terres émergées de l'atoll d'Olimarao.

### Végétation et faune
Les deux îles sont entre autres couvertes de cocotiers et de l'arbuste buissonnant Scaevola taccada. L'atoll fait partie de l'Olimarao Conservation Area. Cette zone est destinée à protéger les lieux de reproduction des tortues de mer, des crabes de cocotier et des oiseaux pélagiques.

## Histoire
Les îles Carolines sont sous domination espagnole du XVIe siècle jusqu'à la fin du XIXe siècle, mais la plupart des communautés des îles de l'actuel État de Yap n'ont que peu de contacts avec les Européens et vivent en toute indépendance. En 1885, à la suite d'un conflit entre l'Espagne et l'Allemagne, l'arbitrage de Léon XIII en confirme la possession à l'Espagne contre des avantages commerciaux pour l'Allemagne. Celle-ci acquiert ces îles en 1899 et les intègrent à la Nouvelle-guinée allemande. Au début de la première guerre mondiale, en 1914, l'empire du Japon occupe la zone. Cette occupation est légalisée dans le cadre du mandat des îles du Pacifique créé en 1919 par la Société des Nations. Les îles Carolines passent sous le contrôle des États-Unis en 1944 et les administrent en tant que Territoire sous tutelle des îles du Pacifique dans le cadre d'un mandat de l'ONU reçu en 1947. Les États fédérés de Micronésie accèdent à l'indépendance en 1986.